# 弗兰克·基欧
弗兰克·基欧（英語：Frank Kehoe，1882年2月8日—1949年12月26日），美国男子跳水、水球运动员。他曾代表美国参加1904年夏季奥林匹克运动会，获得男子水球银牌和男子跳台铜牌。